# Находка (свободная экономическая зона)
Свободная экономическая зона «Нахо́дка» — территория города Находки и соседнего Партизанского района с особым правовым режимом, на которой в 1990—2006 годах государство планировало ввести льготный налоговый и таможенный режимы для развития международных экономических отношений в пределах территории, а также инвестировало кредитные средства на реализацию инфраструктурных проектов.

## История
В июне 1990 года в Советском Союзе была утверждена концепция перехода страны к рыночной экономике, а 24 октября 1990 г. Верховный Совет России принял Постановление о создании первой в СССР свободной экономической зоны «Находка». Согласно постановлению, СЭЗ создавалась в целях развития экономического сотрудничества с зарубежными странами, привлечения иностранного капитала, увеличения экспортных возможностей дальневосточного региона, отработки новых форм хозяйствования в условиях перехода к рыночной экономики, с предоставлением льготного налогового и таможенного режимов. В этом же году был создан Административный комитет СЭЗ, учредителями которого выступили администрации города Находки и Партизанского района.
Находка была крупнейшим портом СССР на Тихом океане, открытым для международной торговли. По замыслу советских реформаторов, свободная экономическая зона должна была стать «заповедником нормального рынка в ненормальной стране» и ускорить развитие рыночной экономики на востоке России.
Руководители административного комитета СЭЗ:
| Игорь Устинов   | : | 1990—1994 гг. |
| Сергей Дудник   | : | 1994—1997 гг. |
| Николай Фёдоров | : | 1997—2002 гг. |
В структуру Административного комитета входили представительства в Москве, Владивостоке и Харбине; заместитель председателя Административного комитета по программам развития Партизанского района; 3 заместителя и 2 помощника председателя Административного комитета.

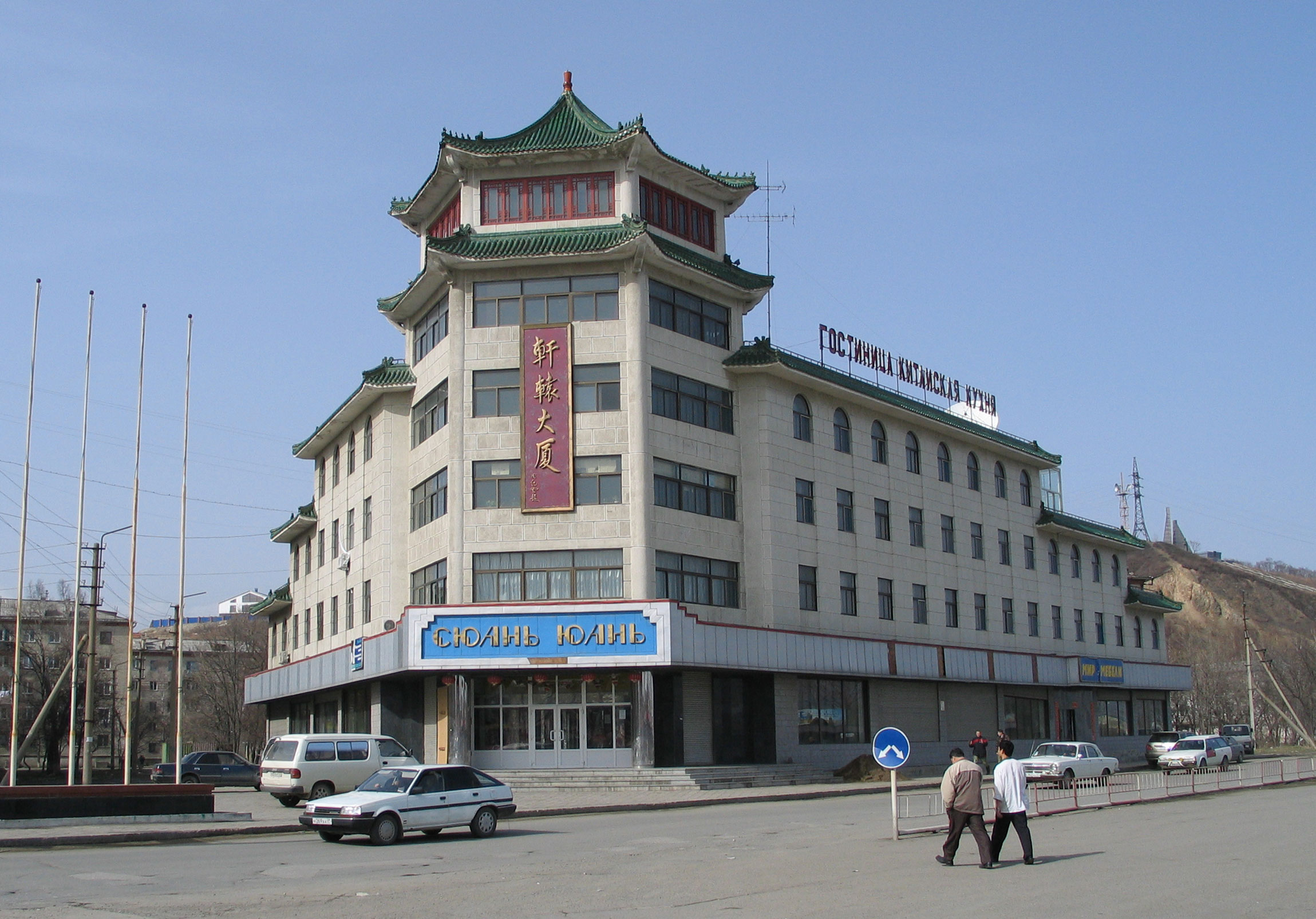
Гостиница «Сюань-Юань», построенная предпринимателями из КНР в 2000 году

Отделы Административного комитета: отдел управления проектами; отдел управления имуществом, проектами, предприятиями; отдел землепользования и градостроительства; отдел экспертиз; отдел финансового планирования; отдел финансово-экономических экспертиз и аудита; отдел маркетинга и внешних связей; информационно-аналитический отдел; отдел таможенных процедур.
Были полностью готовы энергетические проекты СЭЗ: 2 электростанции мощностью 40 Мвт и 280 Мвт, ветроэлектростанция. Технико-экономическое обоснование строительства ГРЭС мощностью 280 Мвт было выполнено на средства гранта японским консалтинговым институтом JCI. Для реализации проекта в 1993 году было создано предприятие «СЭЗ-Энергия». Стоимость строительства оценивалось в $545 млн. Был подготовлен проект строительства 33-этажного делового центра в районе гостиницы «Находка».
С 1990 по 1997 годы государство выделяло свободной экономической зоны «Находка» кредиты на сумму 464,5 млн рублей, большая часть которых была потрачена на строительство инфраструктуры СЭЗ: развития систем водоснабжения, теплоснабжения, энергетики, транспортной системы, связи, гостиниц. Было создано 118 совместных предприятий с общим капиталом более $ 80 млн. Всего привлечено инвестиций в объёме около $ 220 млн, на стадии рассмотрения находились проекты с инвестициями более $ 300 млн. Европейский банк реконструкции и развития предоставил СЭЗ «Находка» грант в 168 тысяч ЭКЮ для проведения экспертиз и консультаций, связанных с дальнейшим развитием СЭЗ.
Крупнейшие проекты:
- Российско-американский технопарк
- Российско-корейский технопарк
- Нефтеналивной порт в порту Восточном
- ТЭЦ
- Транспортные: аэропорт «Находка», железная дорога Комсомольск — Находка, автодорога Чита — Находка.

17 августа 1998 году произошёл дефолт, и Правительство России объявило о прекращении платежей по ряду обязательств. Половина предприятий СЭЗ, в которые были вложены государственные инвестиции, не выдержала кризис и обанкротилась. Свободные экономические зоны в России были объявлены убыточными, их финансирование прекращено.
В отсутствии налоговых и таможенных льгот (таможенные льготы действовали в течение 11 месяцев — до принятия Закона «О таможенном тарифе» в 1993 году, упразднившего льготы), не удалось привлечь иностранных инвесторов для реализации крупных проектов СЭЗ. Красноречиво об этом выразился председатель административного комитета СЭЗ в 1998 году Николай Федоров:
Свободной экономической зоны в Находке нет и никогда не было.
Накануне дефолта в июле 1998 года в аэропорту «Находка» произвел посадку первый и последний пассажирский самолёт, выполнявший технический рейс Хабаровск — Находка. Согласно ранее заключённому соглашению авиакомпания «Восток» обязывалась начать регулярное пассажирское движение в аэропорт «Находка» из Хабаровска, Советской Гавани и Южно-Сахалинска в августе 1998 года. Технико-экономическое обоснование и бизнес-план реконструкции аэродрома «Золотая Долина» стоимостью 120 тыс. долларов был разработан в США. На реализацию проекта был предоставлен кредит в размере 5 млрд рублей.
В 2006 году Постановление о создании свободной экономической зоны «Находка» утратило силу, СЭЗ «Находка» прекратила своё существование.